# Moli (Guadalcanal)
Moli ist eine administrative Einheit (Ward, Distrikt) des unabhängigen Inselstaates der Salomonen im südwestlichen Pazifischen Ozean.

## Geographie
Moli bildet zusammen mit Avuavu, Birao und Tetekanji den Verwaltungsbezirk East Guadalcanal. Der Distrikt liegt als schmaler Streifen an der Südküste. Der Distrikt hat 140 km² und hatte 2009 ca. 3700 Einwohner.
An der Westgrenze des Distrikts liegt die Lauvi Lagoon, die nur durch schmale Nehrungen vom Meer getrennt ist (Lauvi Point). Cape Henslow ist der südlichste Punkt von Guadalcanal (⊙).

## Klima
Das Klima ist tropisch, die durchschnittliche Tagestemperatur liegt bei gleichbleibend 28 Grad Celsius, die Wassertemperaturen bei 26 bis 29 Grad. Feuchtere Perioden sind vorwiegend zwischen November und April, diese sind aber nicht sehr ausgeprägt. Die durchschnittliche Niederschlagsmenge pro Jahr liegt bei 3000 mm.